# انتخابات ریاست‌جمهوری ایران (۱۳۸۸)
دهمین دورهٔ انتخابات ریاست‌جمهوری ایران در روز جمعه ۲۲ خرداد ۱۳۸۸ برگزار شد. موقعیت و شرایط ویژهٔ داخلی و خارجی ایران سبب شد که پیش‌بینی نتیجهٔ انتخابات دهم با اختلاف نظرهای بسیاری روبه‌رو شود. این انتخابات، همچون سایر انتخابات‌ها در ایران، از سوی مخالفان دولت و نظام جمهوری اسلامی، با انتقاداتی پیرامون عدم رعایت اصول دموکراتیک روبرو شد.
بر اساس اعلام رسمی وزارت کشور، محمود احمدی‌نژاد در این انتخابات با اختلاف رأی زیادی نسبت به میرحسین موسوی پیروز اعلام شد. این نتیجه با اعتراض گستردهٔ دیگر نامزدها و عدهٔ زیادی از هواداران میرحسین موسوی مواجه شد.

## نامزدها
طی یک سالِ منتهی به انتخابات، گمانه‌زنی‌های گوناگونی در مورد نامزدی افراد شناخته‌شده در انتخابات ریاست جمهوری انجام شد. مشهورترین افراد مطرح‌شده، به‌طور خلاصه در زیر آمده‌اند.

### نامزدهای رسمی
نوشتار اصلی: مقایسه نامزدها در انتخابات ریاست جمهوری ایران (۱۳۸۸)
پس از بررسی‌های شورای نگهبان چهار تن زیر به عنوان کاندیداهای رسمی به رقابت‌های انتخاباتی راه یافتند.
- محمود احمدی‌نژاد: وی در چهارمین روز از ثبت نام داوطلبان انتخابات، به همراه برخی از اعضای کابینه و مشاوران خود، به وزارت کشور مراجعه و ثبت نام نمود. وی گفت که هزینه‌ای صرف تبلیغات انتخاباتی نخواهد کرد.[۸]
- محسن رضایی: او در تاریخ ۹ اردیبهشت ۱۳۸۸ طی بیانیه‌ای رسمی، نامزدی خود را اعلام کرد.[۹][۱۰] وی پیشنهاد دولت ائتلافی را طرح کرد.
- مهدی کروبی: حزب اعتماد ملی، مهدی کروبی را به عنوان نامزد خود اعلام کرد.
کروبی در سوم مهر ۱۳۸۷ از عدم ابراز نظر منفی سید علی خامنه‌ای نسبت به کاندیداتوری خود خبر داد.[۱۱] او نهایتاً نامزدی خود را به‌طور رسمی در یک نشست مطبوعاتی در چند روز مانده به برگزاری کنگرهٔ حزب اعتماد ملی اعلام کرد.
- میرحسین موسوی: وی که فعالیت‌های رسانه‌ای خود را از آذر ۱۳۸۷ آغاز کرده بود[۱۲] در تاریخ ۲۰ اسفند ۱۳۸۷، با صدور اعلامیه‌ای، رسماً حضور خود را در انتخابات اعلام کرد.[۱۳][۱۴]

### پیش نامزدها

#### اصلاح‌طلبان
- سید محمد خاتمی، رئیس‌جمهور سابق ایران که در ۲۳ دی ۱۳۸۷ گفت: یک نفر از میان من و مهندس میرحسین موسوی نامزد خواهد شد،[۱۵] در تاریخ ۲۰ بهمن ۱۳۸۷ رسماً خود را نامزد انتخابات معرفی کرد.[۱۶] وی پس از اعلام نامزدی میرحسین موسوی در ۲۰ اسفند ۱۳۸۷ با انتشار بیانیه‌ای در شامگاه ۲۶ اسفند ۱۳۸۷ از نامزدی در انتخابات انصراف داد.[۱۷][۱۸][۱۹]
- عبدالله نوری، وزیر کشور در دولت‌های اول هاشمی رفسنجانی و سید محمد خاتمی، عضو شورای شهر اول تهران و مدیر مسئول روزنامه توقیف شده خرداد. وی، احتمال داشت که مورد حمایت دفتر تحکیم وحدت[۲۰] و سازمان مجاهدین انقلاب اسلامی واقع شود.
- محسن مهرعلیزاده، که در دوران ریاست جمهوری سید محمد خاتمی، به مدت چهار سال استاندار خراسان و به مدت چهار سال، رئیس سازمان تربیت بدنی بود. در تاریخ ۱۹ تیر ۱۳۸۷ گفت: اگر خاتمی نامزد نشود، این احتمال وجود دارد که خودش، نامزد انتخابات ریاست جمهوری شود.[۲۱]

#### اصول‌گرایان و محافظه‌کاران
- سید محمد جهرمی که مدتی معاون اجرایی شورای نگهبان بود و سپس وزیر کار و امور اجتماعی در دولت نهم، اعلام کرد: تصمیمش برای حضور در انتخابات به شرایط بستگی دارد و اگر شرایط اقتضاء کند، می‌آید. همچنین منابع خبری اعلام کردند که جهرمی ستاد انتخاباتی خود را افتتاح کرده‌است.[۲۲]
- صادق طباطبایی، که روزنامهٔ آفتاب یزد در ۱۹ اردیبهشت ۱۳۸۸ به نقل از خبرگزاری فارس از احتمال نامزدی وی در این انتخابات خبر داد.[۲۳][۲۴]
- مصطفی پورمحمدی با شعار بهبود مدیریت و ایجاد محصولات فرهنگی جذاب برای جوانان، قصد داشت برای انتخابات ریاست‌جمهوری ۱۳۸۸ نامزد شود، ولی در نهایت از تصمیم خود منصرف شد.[۲۵]
- طهماسب مظاهری که در دولت سید محمد خاتمی، وزیر اقتصاد و دارایی و در دولت احمدی‌نژاد، به مدت حدود یک سال رئیس کل بانک مرکزی بود، از جمله افرادی بود که زمزمهٔ کاندیداتوری‌اش در محافل سیاسی به گوش رسید. در آبان ۱۳۸۷ خورشیدی، خبرگزاری برنا به نقل از وی اعلام کرد او «بدون هر گونه وابستگی به حزب یا جریان سیاسی خاص و به عنوان نامزد مستقل» وارد عرصهٔ انتخابات ریاست‌جمهوری خواهد شد؛ اما این خبر رنگ واقعیت به خود نگرفت.[۲۵]

### برخی نامزدهای رد صلاحیت شده
- اکبر اعلمی: نمایندهٔ مردم تبریز در مجلس ششم و مجلس هفتم، که شورای نگهبان، صلاحیت وی را برای نامزدی در دهمین دورهٔ انتخابات ریاست جمهوری تأیید نکرد.[۲۶][۲۷]
- رفعت بیات: نمایندهٔ زنجان در دور هفتم مجلس شورای اسلامی بود.[۲۸]
- قاسم شعله‌سعدی: نمایندهٔ مجلس سوم و مجلس چهارم از شهر شیراز در مجلس شورای اسلامی. وی در آذر ۱۳۸۱ طی نامه‌ای به آیت‌الله خامنه‌ای، انتصاب وی به رهبری را غیرقانونی دانسته بود،[۲۹] و به همین جهت نیز بازداشت شد[نیازمند منبع].

## وقایع مهم پیش از برگزاری انتخابات

### اصلاح قانون انتخابات ریاست جمهوری و سن رای‌دهندگان
مطابق اصل ۱۱۵ قانون اساسی جمهوری اسلامی ایران، رجال سیاسی و مذهبی که دارای شرایطی باشند، مجاز به شرکت در انتخابات ریاست جمهوری هستند، ولی تا آن زمان تعریف مشخصی از ویژگی‌های رجل سیاسی یا مذهبی ارائه نشده بود، به‌همین دلیل مجلس شورای اسلامی در پی تصویب قانونی بود که این شرایط را مشخص کند. مطابق این قانون، که در قالب دو تبصره به مادهٔ ۳۵ قانون انتخابات ریاست‌جمهوری الحاق گشت، احراز رجل سیاسی یا مذهبی بودن به شورای نگهبان قانون اساسی سپرده می‌شود و همچنین انتخاب شوندگان علاوه‌بر شرایط فوق، باید دارای سابقهٔ تصدی حداقل یک شغل هم‌تراز باشند. این مشاغل، طیف وسیعی از مسئولیت‌های سیاسی، اجرایی، قانونگذاری، نظامی و… را در بر می‌گیرد. تصویب این طرح با مخالفت وزیر کشور وقت، علی کردان نیز مواجه شد و وی اعلام کرد انتخابات سال ۱۳۸۸ مطابق قانون فعلی برگزار می‌شود.
در فاصلهٔ ۴۰ روز تا برگزاری انتخابات، نمایندگان مجلس شورای اسلامی با عدم تصویب دو فوریت لایحهٔ ارائه شده از طرف دولت نهم برای کاهش سن رای‌دهندگان از ۱۸ سال به ۱۵ سال، عملاً قانون قبلی را برای انتخابات ریاست‌جمهوری دهم تثبیت کردند. از طرف دولت ادعا می‌شد که با تصویب این قانون، ۴ میلیون نفر از جوانان امکان مشارکت در انتخابات را به‌دست خواهند آورد.

### بیماری محمود احمدی‌نژاد
شایعات مختلفی پیرامون بیماری محمود احمدی‌نژاد به‌عنوان یکی از نامزدهای بالقوهٔ انتخابات، از اوایل سال ۱۳۸۷ منتشر شد. برخی از منابع خبری نزدیک به دولت و معاونین احمدی‌نژاد از مشکلات سلامتی وی به‌دلیل فشار بالای کاری و توصیهٔ پزشکان به کاهش این فشارها سخن به‌میان آوردند. در این خصوص، واشینگتن‌پست نوشت: به‌علت لغو برخی از برنامه‌های کاری احمدی‌نژاد، بیماری وی در روزهای اخیر تبدیل به یک موضوع سیاسی شده‌ است. برخی منابع خبری، از احتمال عدم توانایی جسمی وی برای کاندیداتوری خبر دادند ولی برخی دیگر، انتشار چنین اخباری را در جهت جلب محبت عمومی تفسیر کردند.

### مدرک تحصیلی سید محمد خاتمی
با انتشار تصویری که کپی مدرک تحصیلی سید محمد خاتمی نامیده می‌شد، گروهی مدعی تقلبی بودن مدرک او شدند. با توجه به اینکه اندکی قبل از آن مدرک تقلبی علی کردان رسوایی بزرگی برای دولت آفریده بود، خبرگزاری ایرنا نیز با انتشار چند خبر به این جنجال دامن زد. به نوشتهٔ ایرنا از آن جهت که تاریخ صدور مدرک تحصیلی خاتمی ۲۹ اسفند بوده و این روز در ایران تعطیل رسمی است مدرک وی تقلبی است. همچنین ایراد دیگری که بر این مدرک وارد شده بود، تاریخ صدور آن در قبل از انقلاب بود در‌حالی‌که مدرک در سربرگی با آرم جمهوری اسلامی چاپ شده بود. اندکی بعد، سید محمد خاتمی کپی مدرک خود را منتشر ساخت که بر‌اساس آن مشخص شد تصویر ارائه شده توسط ایرنا جعلی بوده‌ است.

### مراقبت و تعقیب قالیباف
تیمی از نیروهای یک نهاد عضو دستگاه اطلاعات موازی، محمد‌باقر قالیباف را برای آگاهی از دیدارها و مذاکرات وی تعقیب می‌کردند که توسط تیم حفاظت وی دستگیر می‌شوند و به حفاظت اطلاعات سازمان مذکور تحویل می‌گردند. گزارشی از تعقیب قالیباف به آیت‌الله سید علی خامنه‌ای ارائه می‌گردد و به دنبال آن، مسئول حفاظت اطلاعات سازمان مذکور از کار برکنار می‌شود.

### عدم تصویب طرح پیشنهادی دولت در خصوص توزیع نقدی یارانه‌ها
طرح پیشنهادی دولت برای کاهش یارانه انرژی و توزیع بخشی از یارانه انرژی به‌صورت نقدی در میان افراد کم‌درآمد، که ابتدا در هیئت وزیران و سپس در کمیسیون تلفیق مجلس تصویب شده‌ بود، در هنگام بررسی لایحهٔ بودجه در اسفند ۱۳۸۷ خورشیدی در صحن علنی مجلس، با مخالفت ۱۵۵ نماینده مجلس مواجه و حذف شد. بر‌اساس طرح پیشنهادی دولت، توزیع کارت سوخت در میان افراد کم‌درآمد می‌بایست از اردیبهشت ۱۳۸۸ خورشیدی آغاز می‌شد و پرداخت وجه نقد از تیر ۱۳۸۸ صورت می‌گرفت. پیش‌بینی می‌شد که دولت از محل افزایش قیمت حامل‌های انرژی، حدود ۲۰ هزار میلیارد تومان درآمد داشته‌ باشد. دولت قصد داشت که حدود ۸ هزار میلیارد تومان از این درآمد را در بخش عمرانی و بقیه آن را بین افراد کم درآمد و همچنین در میان بخش‌های تولیدی توزیع کند. مخالفان دولت نهم این اقدام احمدی‌نژاد در زمستان ۱۳۸۷ را حرکتی تبلیغاتی توصیف می‌کردند که به‌منظور کسب رأی برای وی در انتخابات ریاست‌جمهوری خرداد ۱۳۸۸ صورت می‌گیرد؛ ولی موافقان این طرح با تأکید بر پایین بودن نرخ فرآورده‌های نفتی در ایران، هدف از این پیشنهاد را کاهش کسری بودجه عنوان می‌کردند. نگرانی از تورم و بیکاری شدید، علت مخالفت برخی دیگر از نمایندگان مجلس با طرح پیشنهادی دولت عنوان شد. پیش از این عده‌ای از اقتصاددانان، شهردار تهران و دبیرکل خانهٔ کارگر به دولت پیرامون آثار زیان‌بار این طرح هشدار داده‌ بودند.

### منشور اخلاق انتخابات
منشور اخلاق انتخاباتی در ۱۹ اردیبهشت ۸۸ توسط کمیتهٔ تدوین و ترویج منشور اخلاق انتخاباتی تصویب شد. این منشور شامل یک مقدمه و دو فصل است.

### جنجال گشت‌های ارشاد
در شرایطی که با تأیید دولت احمدی‌نژاد نیروی انتظامی اقدام به برخورد و بازداشت زنان و جوانان به‌دلیل نوع پوشش، لباس، کفش و… کرده بودمیرحسین موسوی و مهدی کروبی دو کاندیدای اصلاح‌طلب اعلام کردند که جمع‌آوری این گشت‌ها یکی از اقدامات آنان پس از پیروزی خواهد بود. هم‌زمان گزارشی از ضرب و شتم یک خبرنگار توسط پلیس به بهانهٔ کوتاه بودن مانتوی وی در رسانه‌ها منتشر شد . زهرا رهنورد همسر موسوی نیز گشت‌های امنیتی و اخلاقی را نوعی سرکوب زن به‌معنای مطلق کلمه و اهانت به ارزش‌های والای او نامید.
گرچه همزمان مسئولان نیروی انتظامی ضمن دفاع از عملکرد خود اعلام کردند که گشت ارشاد را توسعه خواهند داد و این اقدامات آنان به پشتوانه سید علی خامنه‌ای ادامه می‌یابد.

### تشکیل کمیتهٔ صیانت از آرا
میرحسین موسوی و مهدی کروبی، ضمن ابراز نگرانی از نحوه برگزاری انتخابات، اقدام به ایجاد کمیته‌ای موسوم به کمیته صیانت از آرا کردند. عبدالله رمضان‌زاده از حامیان میرحسین موسوی و مهدی کروبی، ایجاد این کمیته را ضروری توصیف کرد و افزود: ضرورت تشکیل این کمیته بر‌می‌گردد به وجود سابقه تقلب در پرونده برخی از مجریان انتخابات ریاست‌جمهوری خرداد ۱۳۷۶ که مجدداً در این انتخابات نیز، باز هم از جمله عوامل اجرایی هستند. ایجاد این کمیته با واکنش منفی دولت روبرو شد. شورای‌ نگهبان نیز اعلام کرد کمیتهٔ صیانت از آرا بی‌اعتبار است.

### بیانیهٔ استادان دانشگاه صنعتی شریف
۱۲۵ نفر از استادان دانشگاه صنعتی شریف طی بیانیه‌ای در روز ۵ خرداد ۱۳۸۸، خواستار تبلور عقلانیت در مدیریت کشور و مشارکت فعال در انتخابات شدند. در این بیانیه از خارج کردن تدریجی متخصصان باتجربه از دایرهٔ تصمیم‌گیری، عدم ثبات مدیریتی، گسترش واردات کالاهای مصرفی به بهای ضربه به تولیدات داخلی، به رکود کشاندن اقتصاد برای جبران اسراف‌کاری‌ها و بی‌برنامگی‌های گذشته، عدم بهبود شاخص‌های رشد و بیکاری و تورم با وجود درآمدهای کلان نفتی، پسرفت شاخص‌های خط فقر و نابرابری‌های اقتصادی و گریختن از حسابرسی و قوانین مصوب انتقاد شده‌ است. انتقاد از تنزل گفتمان اجتماعی صرفاً به داد و ستدهای پولی با وجود ادعاهای ارزش‌مدارانه، تکیه بر شعارهای عوام‌پسند نظیر مبارزه با مافیا و مظلوم‌نمایی با وجود در اختیار داشتن تمام ابزار قدرت، تحقیر مردم و سعی در تطمیع آنان به نام عدالت‌طلبی از خزانهٔ ملی، شکستن حرمت بزرگان و اندیشمندان و همچنین سوءاستفاده از احساسات پاک دینی و عدالت‌طلبانهٔ مردم در جهت فعال کردن شکاف‌های فرهنگی و طبقاتی، با ایجاد تضاد و تفرقه در سطح ملی از بخش‌های دیگر این بیانیه‌است. این بیانیه توسط شماری از برجسته‌ترین استادان و مدیران این دانشگاه از جمله رؤسای دانشکده‌های برق، ریاضی، مکانیک، کامپیوتر، عمران، مهندسی شیمی و نفت و شیمی و همچنین استادان صاحب‌نامی چون یحیی تابش، جواد صالحی، محمدعلی نجفی، محمد اردشیر، حسام الدین ارفعی، فرهاد اردلان، مهدی بهادری‌نژاد، محمد قدسی، علینقی مشایخی و حسین معصومی همدانی امضا شد.

### پیوستن مسؤولان ستادهای استانی احمدی‌نژاد به حامیان موسوی
در روز ۱۸ خرداد و چند روز پیش از برگزاری انتخابات، مسؤولان ستادهای استانی احمدی‌نژاد (ستاد رضوان)، با صدور بیانیه‌ای در حمایت از میرحسین موسوی به ستاد مرکزی موسوی پیوستند. این بیانیه با سخنی از پیشوای نخست شیعیان به این مضمون آغاز می‌شد:
زمانی بر مردم خواهد آمد که در آن ارج نیابد مگر فرد بی‌عرضه و بی‌حاصل، و خوش طبع و زیرک دانسته نشود مگر فاجر، مورد اعتماد قرار نگیرد مگر خائن، و به خیانت نسبت داده نشود مگر فرد درستکار و امین. در چنین روزگاری بیت‌المال را بهرهٔ شخصی خود گیرند و از قرآن جز نشان نماند و از اسلام جز نام.

### نامه هاشمی رفسنجانی به سید علی خامنه‌ای
در جریان مناظره تلویزیونی میان میرحسین موسوی و محمود احمدی‌نژاد و طرح اتهاماتی از سوی محمود احمدی‌نژاد ضد اکبر هاشمی رفسنجانی، وی اقدام به نوشتن یک نامه سرگشاده خطاب به سید علی خامنه‌ای رهبر جمهوری اسلامی ایران کرد. در قسمتی از این نامه آمده‌ است:
در مراسم بزرگداشت سالگرد امام (ره) به آقای احمدی‌نژاد گفتم که در اظهارات او خلاف‌گویی‌های فراوانی وجود داشته و ادعای کذب تماس تلفنی من با یکی از سران عرب و ادعای کارگردانی مبارزات انتخاباتی رقبا و اتهامات ناروا به جمعی از بزرگان نظام، از جمله جناب آقای ناطق‌نوری و فرزندان من و بدتر از همه زیرسؤال بردن اقدامات امام راحل را یادآوری و پیشنهاد کردم: با صراحت اتهام‌های نادرست را پس بگیرد که نیازی به اقدامات قانونی افراد و خانواده‌هایی که ناجوانمردانه و مظلومانه هدف تیرهای ناسزاگویی قرار گرفته‌اند، نباشد.

### نود سیاسی
نود سیاسی نام یک مجموعه مستند بود که در جریان این انتخابات، ضد عملکرد محمود احمدی‌نژاد تهیه و در قالب یک سی‌دی، دست به دست و خانه به خانه توزیع شد. این مجموعه شامل چندین اپیزود بود که هر اپیزود، به موضوعی جداگانه پرداخته‌ بود. نام این مجموعه برگرفته از یک برنامه تلویزیونی ورزشی به‌نام نود بود. تهیه‌کنندگان این مجموعه، آن را دروغ‌های احمدی‌نژاد در دقیقه نود توصیف کردند. بخش‌های زیادی از این مستند به شخص احمدی‌نژاد پرداخته‌ است. حامیان محمود احمدی‌نژاد، تهیه این فیلم را به ستاد انتخاباتی میرحسین موسوی نسبت دادند. سایت جهان‌نیوز، تهیه این سی‌دی‌ها را ابتدا به حمید آخوندی، کارگردان برنامه تلویزیونی صندلی داغ نسبت داد ولی سپس این ادعا را پس گرفت.
نام اپیزودهای این مجموعه به این شرح می‌باشد.
1. واقعاً مشکل مردم ما، شکل موی بچه‌های ماست؟
2. مجمع عمومی سازمان ملل متحد و داستان هاله نور
3. آقای احمدی‌نژاد، پول تبلیغات شما از کجا می‌آید؟
4. ادبیات بی‌ادبانه رئیس‌جمهور
5. ورزش دولتی و المپیک پکن

سعید قاسمی، یکی از فرماندهان سپاه گفت: توزیع این سی‌دی باعث شد تا بسیاری از حامیان احمدی‌نژاد دچار تردید شوند. غلامحسین الهام نیز گفت: میلیون‌ها «سی‌دی» را در آخرین روزها به عنوان «نود سیاسی» توزیع کردند، تا اعتقادات پاک احمدی‌نژاد را خرافه بخوانند و به صداقت احمدی‌نژاد، انگ «دروغ» بزنند و خدمتگزاری او را نیرنگ بدانند. گروهی از طرفداران احمدی‌نژاد، تیراژ این سی‌دی‌ها را حدود ۱۰ میلیون حلقه توصیف کردند ولی گروهی دیگر این تیراژ را ۵ میلیون حلقه ذکر کردند. ستاد انتخاباتی احمدی‌نژاد از تولید و انتشار گسترده این سی‌دی‌ها انتقاد کرد و رسماً از تولیدکنندگان و توزیع‌کنندگان آن شکایت کرد. در ادامه این ماجرا، نقدهای گوناگون و مفصلی در خصوص مجموعه نود سیاسی نگاشته و منتشر شد و یک مجموعه دیگر با عنوان «نود سیاسی در وقت اضافه» توسط حامیان محمود احمدی‌نژاد تهیه و توزیع شد.

### تحریم انتخابات
اشخاص: سیمین بهبهانی، عباس معروفی، مجید محمدی، نیلوفر بیضایی، مهرداد درویش‌پور، الهه بقراط، فرج سرکوهی، محسن سازگارا
احزاب: حزب کمونیست کارگری ایران، حزب مشروطه ایران، حزب کمونیست ایران

## اقدامات دولت نهم
- در تاریخ ۳ اسفند ۱۳۸۷ خورشیدی، و در‌حالی‌که اکثر اصلاح‌طلبان از جمله سید محمد خاتمی فاقد رسانه چاپی بودند، رسانه‌های جهانی اعلام کردند: وبگاه یاری‌نیوز که برای پوشش فعالیت انتخاباتی سید محمد خاتمی، فعالیت خود را آغاز کرده‌ بود، فیلتر شد.[۸۰] البته این وبگاه پس از چندی رفع فیلتر شد.
- صفار هرندی وزیر ارشاد دولت احمدی‌نژاد به هنرمندان هشدار داد که از حمایت از نامزدهای انتخاباتی خودداری کنند.[۸۱][۸۲]
- نخستین سفرهای انتخاباتی سید محمد خاتمی به استان‌های کهگیلویه و بویراحمد، فارس و بوشهر با کارشکنی گستردهٔ دولتمردان مواجه شد. جلوگیری از سخنرانی وی در مصلی یاسوج و همچنین شاهچراغ، اخلال مشاور استاندار در سخنرانی وی در شیراز، پاره کردن پوسترها و جلوگیری از حضور خبرنگاران از جملهٔ این موارد بود.[۸۳][۸۴]
- دولت بخش عمده‌ای از سیب‌زمینی ارسالی به غزه را که بازگردانده شده بود به‌طور رایگان در نقاط مختلف کشور توزیع کرد. توزیع بخشی از این سیب‌زمینی‌ها در جریان سفر سید محمد خاتمی به شیراز در میان مردمی که برای استقبال از او جمع شده بودند با واکنش منفی مردم مواجه شد.[۸۵][۸۶]
- وزارت ارشاد با احضار مدیران برخی وب‌سایت‌های خبری سیاسی، فهرستی ۳۸ ماده‌ای را به آنان ابلاغ و تهدید کرد در صورت عدم توجه به این فهرست، وبسایت‌هایشان فیلتر خواهد شد. عمدهٔ ممنوعیت‌های ذکر شده در این فهرست، عناوینی کلی و قابل تفسیر بود و همچنین مبتنی بر هیچ قانونی نبود.[۸۷]
- محمود احمدی‌نژاد در جریان بازدید از وزارت امور خارجه به هر یک از حاضران در جلسه، مبلغ یکصد هزار تومان اهدا کرد. تعداد حاضران در جلسه حدود ۱۲۰ نفر تخمین زده‌ شد.[۸۸]
- به گزارش وب‌سایت جمهوریت، مسئولان دانشگاه علم و صنعت در اسفند ۱۳۸۷ خورشیدی به بهانه فرارسیدن سال نو به خوابگاه دانشجویان دختر رفتند و به دانشجویان کارشناسی ۵۰ هزار تومان، کارشناسی ارشد ۷۵ هزار تومان و دکتری ۱۰۰ هزار تومان پرداخت کردند. توزیع پول نقد در میان دانشجویان دختر این دانشگاه، با اعتراض برخی از دانشجویان این دانشگاه مواجه شد.[۸۹][۹۰]
- برخی از رسانه‌های خبری نیز اعلام کردند که دولت تصویب کرده‌ است تا به دانشجویان دختر ساکن کوی دانشگاه تهران نیز پرداخت نقدی صورت بگیرد.[۹۱]
- منوچهر منطقی که در نوروز ۱۳۸۸ با میرحسین موسوی دیدار داشت پس از تعطیلات از ریاست ایران‌خودرو برکنار شد.[۹۲]
- وزارت علوم محدودیت‌های کم‌سابقه‌ای را در خصوص سخنرانی‌ها و فعالیت‌های انتخاباتی در دانشگاه‌ها اعلام کرد. پیش از این نیز، از سخنرانی برخی از کاندیداهای اصلاح‌طلب در دانشگاه‌ها جلوگیری شده‌ بود.[۹۳]
- به گفتهٔ منتقدان دولت، وزارت بازرگانی ضمن فراهم کردن مقدمات برگزاری یک دیدار بین نمایندگان اصناف با احمدی‌نژاد، نمایندگان اصناف را ملزم به حضور در این جلسه کرده‌ است.[۹۴]
- همایش ملی انتخابات دهمین دوره ریاست‌جمهوری در ۲۴ اردیبهشت ۸۸ با حضور وزیر کشور، معاون اجتماعی فرهنگی وزیر کشور، رئیس سازمان صدا و سیما، تعدادی از نمایندگان مجلس و نمایندگان احزاب و گروه‌های سیاسی کشور توسط وزارت کشور برگزار شد.[۹۵]
- توقیف روزنامهٔ یاس نو: تنها پس از انتشار یک شماره از روزنامه یاس نو (نزدیک به جبهه مشارکت ایران اسلامی و حامی میرحسین موسوی) با درخواست اعادهٔ دادرسی و تجدید نظرخواهی در پروندهٔ این روزنامه توسط سعید مرتضوی، هیئت نظارت بر مطبوعات حکم توقیف روزنامه را صادر کرد. مأموران وزارت ارشاد نیز شبانه با مراجعه به چاپخانهٔ منتشرکنندهٔ روزنامه، زینک شمارهٔ بعدی را باز کرده و بردند. گرچه سخنگوی قوهٔ قضائیه گفت که نامهٔ دادستان دلالتی بر توقیف روزنامه نداشته و همچنین برخی منابع دیگر گفتند که هیئت نظارت بر مطبوعات هم مصوبه‌ای پیرامون توقیف این روزنامه نداشته‌ است و وزارت ارشاد خودسرانه این روزنامه را توقیف کرده‌ است. ۳۴ نمایندهٔ مجلس نیز به وزیر ارشاد در این‌باره تذکر دادند.[۹۶][۹۷] البته این روزنامه پس از رایزنی‌های صالح‌ نیکبخت، وکیل مدافع یاس نو، در روز ۱۳ خرداد ۱۳۸۸ رفع توقیف شد.[۹۸]
- وزارت کشور برخلاف رویهٔ سال‌های گذشته که معمولاً از فرهنگیان و کارمندان دولت به‌عنوان بازرس دعوت به همکاری می‌کرد، در سال ۸۸ از بسیجیان به نحو گسترده‌ای به‌عنوان بازرس استفاده کرد.[۹۹]
- مخالفان احمدی‌نژاد اعلام کردند که در جریان سفر احمدی‌نژاد به شهرستان رباط کریم، از امکانات نهادهای دولتی بهره گرفته‌ شده و سازمان‌های دولتی نیز ملزم به اعزام کارکنان خود به سخنرانی وی شده‌اند.[۱۰۰]
- آزادراه تهران-پردیس یک روز پس از افتتاح به‌دلیل نداشتن علائم راهنمایی و عدم ایمنی بسته شد. منتقدان دولت افتتاح ناتمام این پروژه را با هدف بهره‌برداری انتخاباتی دانستند.[۱۰۱]
- دولت از ارائهٔ آمارهای اقتصادی مربوط به سال ۸۷ و دوماههٔ اول سال ۸۸ خودداری کرد. به گفتهٔ منتقدان دولت هدف از این کار جلوگیری از انتشار کارنامهٔ دولت در آستانهٔ انتخابات است.[۱۰۲]
- در آستانهٔ انتخابات و همزمان با سفر احمدی‌نژاد به استان سمنان، وزارت دفاع اقدام به پرتاب آزمایشی یک موشک بالستیک کرد. مخالفان احمدی‌نژاد، پرتاب این موشک را به‌عنوان تلاش وی برای بهره‌برداری غیرمسئولانه از دستاوردهای امنیتی کشور توصیف کردند.[۱۰۳]
- تمام اعضای هیئت مدیرهٔ باشگاه ذوب‌آهن که از باشگاه‌های موفق به‌شمار می‌رفت برکنار شدند. مسعود ابکا، رئیس معزول هیئت مدیرهٔ ذوب آهن، رئیس کمیتهٔ اقتصادی ستاد انتخاباتی میرحسین موسوی و حبیب‌الله ناظریان هم در کمیتهٔ ورزشی ستاد این کاندیدا مشغول به کار بودند.[۱۰۴][۱۰۵][۱۰۶]

### سفرهای استانی دولت
به گفتهٔ منتقدان دولت، حامیان محمود احمدی‌نژاد به‌طور گسترده از امکانات دولتی و نفوذ خود در مناطق مختلف، برای تبلیغ وی استفاده می‌کنند. از جمله، در جریان سفرهای استانی در ماه‌های پیش از انتخابات، اصناف، رانندگان تاکسی و… ملزم به چسباندن پوسترهای خوشامد‌گویی به احمدی‌نژاد شده‌اند. این سفرها بسیار پرهزینه بوده و در آنها از پوسترهای گرانقیمت و ایستگاه‌های صلواتی کمیته امداد امام خمینی و… استفاده می‌شده. در جریان سفر اعضای دولت به استان فارس یک دانش‌آموز کشته شد. اعزام گستردهٔ مردم از شهرستان‌ها، اعزام سربازان و بلامانع کردن غیبت کارمندان برای حضور در مراسم استقبال از احمدی‌نژاد، از جمله نکات منفی سفرهای وی بود که از سوی رسانه‌های منتقد دولت، عنوان شد.

### فیلترینگ اینترنتی
- در آستانهٔ انتخابات، دسترسی به چندین وبگاه اینترنتی از جمله فیسبوک و توییتر مسدود شد. مخالفان احمدی‌نژاد از فیسبوک و توییتر برای تبلیغ ضد احمدی‌نژاد استفاده می‌کردند.[۱۱۴][۱۱۵] برخی رسانه‌ها، گزارش دادند بیش از ۳۷ هزار نفر در گروه مخالفان احمدی‌نژاد در فیسبوک، عضو شده‌اند در‌حالی‌که تعداد موافقان به پانصد نفر نمی‌رسد.[۱۱۶] در ادامه این رویدادها، دولت روز ۵ خرداد، مجدّداً این سایت‌ها را رفع فیلتر کرد.[۱۱۷]
- سایت‌های فرارو و پلاک نیوز در آستانهٔ انتخابات، فیلتر شدند.[۱۱۸]

### تقسیم پول در آستانهٔ انتخابات
دولت در آستانهٔ انتخابات اقدام به توزیع گستردهٔ کمک‌های نقدی و غیرنقدی تحت عنوان هدیهٔ دولت کرد. مخالفان دولت مدعی شدند که دولت معادل ۵ میلیارد دلار برای توزیع در آستانهٔ انتخابات کنار گذاشته‌ است.
البته در آن دوران، اخبار کذب گوناگونی مربوط به هدایای دولت، توسط مخالفان دولت منتشر می‌شد، که در برخی موارد واکنش‌های شدیدی به همراه داشت. برای مثال یکی از روزنامه‌های حزبی در هفته اول خرداد ۱۳۸۸ خورشیدی مدعی شد که دولت اقدام به توزیع چک‌های ۲۰ میلیون تومانی بین نمایندگان مجلس کرده، اما این موضوع بلافاصله توسط نمایندگان مجلس تکذیب شد. نمایندگان مجلس، انتشار این دروغ را توهینی از طرف روزنامهٔ مذکور به خود برشمردند. به دنبال این رویداد، تعداد کثیری از نمایندگان مجلس، ضمن ارسال نامه به رئیس مجلس، خواستار برخورد جدی با این رسانه‌ها و جلوگیری از انتشار اخبار کذب شدند. هدایایی که برخی از رسانه‌ها مدعی آن شدند در ذیل مطرح شده؛ ولی مقامات دولتی شائبهٔ انتخاباتی بودن آن‌ها را رد کردند.
- توزیع چک پول به ساکنان کوی دانشگاه تهران: دولت احمدی‌نژاد اقدام به تقسیم تراول چک‌های پنجاه‌هزار تومانی در خوابگاه دانشجویان نمود.[۱۲۱]
- تقسیم پول در میان دانشجویان دانشگاه چوکا: معاونت دانشجویی دانشگاه چوکا، دانشجویان را فراخواند و به هر یک تراول چک ۵۰ هزار تومانی به‌عنوان هدیهٔ دولت اهدا کرد.[۱۱۹]
- توزیع مبهم سهام عدالت: در آستانهٔ انتخابات دولت احمدی‌نژاد اقدام به توزیع ۴۰۰ میلیارد تومان، میان ۵ میلیون روستایی کرد که به گفتهٔ منتقدان دارای اهداف سیاسی برای اثرگذاری بر انتخابات بود. در شرایطی که به گفتهٔ منتقدان سهام عدالت توزیع شده میان روستائیان نیز سود ده نبوده‌است.[۱۲۲]

دولت این مبالغ را به‌عنوان سود سهام عدالت پرداخت کرد و این درحالی بود که به گفتهٔ منتقدان اغلب شرکت‌های دولتی زیان ده هستند و سهام آنان سود ده نبوده‌است. گفته می‌شود که دولت دستور پرداخت این مبالغ را از محل یکی از صندوق‌های وزارت نفت صادر کرده‌است، آنهم در شرایطی که با سقوط قیمت نفت با بحران کسری بودجه مواجه بوده‌است. برخی منتقدان رقم پرداختی را ۷۰۰ میلیارد تومان برآورد کرده‌اند.
- توزیع بن‌های ۵۰ هزار تومانی میان مددجویان توسط کمیتهٔ امداد امام خمینی.[۹۹]
- تقسیم پول میان فرهنگیان: در آستانهٔ انتخابات دولت احمدی‌نژاد، یکصدهزار تومان به فرهنگیان پرداخت کرد.[۱۲۴]
- تقسیم پول میان پرستاران: دولت احمدی‌نژاد در آستانهٔ انتخابات (ابتدای خرداد ماه) اقدام به توزیع ۵۰ هزار تومان میان پرستاران تحت عنوان هدیهٔ رئیس‌جمهور کرد.[۱۲۵]
- توزیع سکه در میان کارکنان بیمارستان میلاد: دولت در آستانهٔ خرداد ۱۳۸۸ اقدام به توزیع سکه‌های طلا در میان چهار هزار پرسنل بیمارستان میلاد کرد. این اقدام با اعتراض پرسنل سایر بیمارستان‌های دولتی و خصوصی مواجه شد.[۱۲۶][۱۲۷]
- جنجال تقسیم پول بین نمایندگان مجلس: در اولین روزهای خرداد ۱۳۸۸ خورشیدی، روزنامهٔ اعتماد در خبری نوشت که وزارت کشور اقدام به توزیع چک‌های ۲۰ میلیون تومانی در میان نمایندگان مجلس کرده‌است. به نوشتهٔ روزنامه اعتماد، به این چک‌ها نامه‌ای ضمیمه شده که علت این کمک را هزینه کردن در حوزهٔ انتخابیه برای خدمات عمومی عنوان کرده‌است. روزنامه اعتماد نوشت: نسخه‌ای از این نامه را دریافت کرده‌است. پس از چاپ این مطلب در روزنامه اعتماد، وزارت کشور این مطلب را تکذیب کرد و با صدور بیانیه‌ای در پاسخ به روزنامهٔ اعتماد نوشت: «ضمن تکذیب این تهمت و تکذیب تهمت‌ها و افتراهای دیگری که تا به حال به خاطر عدم ورود به حاشیه‌ها از پاسخگویی به آن‌ها امتناع نموده‌ایم اعلام می‌نمائیم که از خداوند رحمان هدایت و عمل به اخلاق اسلامی را برای عاملان این اقدامات غیراخلاقی مسئلت می‌نمائیم».[۱۲۸][۱۲۹][۱۳۰]

### شکایت وزارت جهاد کشاورزی از موسوی
در تاریخ ۵ خرداد ۸۸ خورشیدی، وزارت جهاد کشاورزی از میرحسین موسوی به دادسرای کارکنان دولت شکایت کرد. در این شکایت، مطابق با «مادهٔ ۴ قانون اصلاح قانون تشکیل دادگاه‌های عمومی و انقلاب مصوب ۱۳۸۱ و همچنین مادهٔ ۶۹۸ قانون مجازات اسلامی» تقاضای «رسیدگی» و «تعقیب قانونی» موسوی شده‌است. موسوی پیرامون توزیع سیب زمینی‌های برگشتی از غزه که به صورت رایگان در میان مردم ایران، توزیع شده بود، گفت: «توزیع سیب‌زمینی دیگر کم‌کم تبدیل به یک نماد شده‌است. در نگاه اولیه به نظر می‌رسد که این چیزی است که دیگران نیاز دارند و بد نیست که حکومت به دنبال این مسئله باشد ولی حساسیتی که در این مسئله به وجود می‌آید به‌خاطر این است که این کار برای خرید چیزی است. بحثی در مردم‌شناسی هست که می‌گوید در کسی که هدیه گرفته‌است حسی برانگیخته می‌شود تا این هدیه را جبران کند… اگر قرار باشد منابع را طوری مصرف کنیم که هیاهو به دنبال داشته باشد و بخواهیم برای ما هورا بکشند، این جاست که ممکن است فکر شود که با یک کیسهٔ برنج یا سیب‌زمینی رأی مردم را خرید.»

### واگذاری باشگاه‌های استقلال و پرسپولیس
در آستانهٔ انتخابات، محمود احمدی‌نژاد طی نامه‌ای به سازمان تربیت بدنی دستور واگذاری باشگاه‌های استقلال و پرسپولیس و فروش سهام آن به مردم را صادر کرد. در شرایطی که پیش از این هم رئیس‌جمهور و هم محمد علی‌آبادی، رئیس سازمان تربیت بدنی از واگذاری این دو تیم خودداری کرده و حتی هواداران واگذاری را متهم به سیاسی کاری می‌کردند. تیم پرسپولیس بر اساس مصوبهٔ هیئت دولت می‌بایست تا سال ۱۳۸۷ واگذار می‌شد اما دولت از اجرای این مصوبه خودداری می‌کرد. در اینباره علی‌آبادی پیش از این به روزنامه وطن امروز گفته بود: «در فوتبال ایران خصوصی‌سازی کار راحتی نیست. ما تا وقتی بخش خصوصی قدرتمند نداشته باشیم، نمی‌توانیم این کار را بکنیم. هر باشگاهی سالانه چهار، پنج میلیارد تومان هزینه دارد. در حالی که کسی نمی‌تواند در ایران درآمدی از آن داشته باشد. آن‌ها که خواهان استقلال و پرسپولیس هستند به دنبال مسائل سیاسی هستند. اگر به دنبال مسائل ورزشی هستند بروند سراغ تیم‌های دیگر. اصلاً چرا تا وقتی بحث خصوصی‌سازی پیش می‌آید ما به سرعت می‌گوییم پرسپولیس و استقلال؟ ما تا زمانی که احساس نکنیم کسی این ۲ تیم را می‌گیرد و این ۲ تیم مردمی را منهدم نمی‌کند، این کار را نمی‌کنیم.»
روزنامه همشهری نیز در مطلبی با عنوان «پشت پردهٔ سهامی شدن استقلال و پرسپولیس» نوشت: «بسیاری از کارشناسان معتقد هستند که دستور واگذاری این دو تیم پس از ۴ سال با انتخابات آیندهٔ ریاست جمهوری بی‌ربط نیست. این در حالی است که زمینه‌های قانونی برای واگذاری این دو تیم در ابهام قرار دارد.»
همچنین محسن مهرعلیزاده (رئیس سازمان تربیت بدنی در دولت سید محمد خاتمی) پیرامون متوقف شدن واگذاری به دستور احمدی‌نژاد گفت واگذاری این دو باشگاه در دولت سید محمد خاتمی آغاز شده بود و در سال ۱۳۸۴ زمینهٔ واگذاری باشگاه پرسپولیس ایجاد و همهٔ اقدامات آن به اتمام رسیده بود، اما احمدی‌نژاد پس از پیروزی در انتخابات ریاست جمهوری موکداً دستور داده بود تا از واگذاری پرسپولیس خودداری شود. رسانه‌ها این اقدام را دارای شائبهٔ استفادهٔ تبلیغاتی در آستانهٔ انتخابات دانستند.
در هنگام بازی میان تیم‌های پرسپولیس و بنیادکار ازبکستان و پیش از حذف شدن پرسپولیس از جام باشگاه‌های آسیا نیز پرچم‌های پرسپولیس که بر روی آن متنی در تشکر از احمدی‌نژاد برای واگذاری باشگاه به تعداد گستردهٔ میان تماشاگران توزیع شد و برخی مدیران دولتی و معاونان رئیس‌جمهور نیز در استادیوم حضور یافتند، گرچه پس از محرز شدن باخت، به سرعت ورزشگاه آزادی را ترک کردند.

### افتتاح پیش از موعد راه‌آهن اصفهان-شیراز و کرمان-زاهدان و توقف آن‌ها
پروژهٔ احداث راه‌آهن بین شیراز و اصفهان که در دولت اصلاحات به تصویب رسیده‌بود، براساس برنامهٔ زمان‌بندی قرار بود در سال ۸۹ به اتمام برسد. با این حال محمود احمدی‌نژاد این طرح را در روزهای تبلیغات انتخابات افتتاح کرد ولی به دلیل عجله‌ای که در احداث این خط آهن شده‌بود، ریل‌ها بعد از حرکت اولین قطار کج شدند و این مسیر ۳ روز پس از افتتاح به ناچار تعطیل شد.
همچنین قرار بود در روز ۱۸ خرداد، احمدی‌نژاد برای افتتاح راه‌آهن ۵۴۶ کیلومتری کرمان-زاهدان به زاهدان سفر کند. با وجود اصرار دولت به افتتاح این راه‌آهن، به دلیل نیمه‌کاره بودن این خط، قطار آزمایشی در منطقه شورگرد دچار مشکل شد و باعث شد افتتاح این راه‌آهن به تأخیر بیفتد.

## اقدامات سید علی خامنه‌ای و سازمان‌های تحت امر

### دیدگاه سید علی خامنه‌ای و اعلام بیطرفی
سید علی خامنه‌ای در مورد بی‌طرفی و عدم حمایت از نامزدی خاص در انتخابات، در اجتماع زائران حرم علی بن موسی الرضا در تاریخ اول فروردین ۱۳۸۸ چنین گفت:
بنده یک رأی دارم، آن را در صندوق می‌اندازم. به یک نفری رأی خواهم داد، به هیچ‌کس دیگر هم نخواهم گفت که به کی رأی بدهید، به کی رأی ندهید؛ این تشخیص خود مردم است.
همچنین در مراسم بیستمین سالگرد ارتحال سید روح‌الله خمینی در تاریخ چهاردهم خرداد ۱۳۸۸ چنین گفت:
بنده یک رأی بیشتر ندارم که کسی آن را نمی‌داند ضمن اینکه به هیچ‌کس نمی‌گویم که به چه نامزدی رأی بدهد یا ندهد چرا که این مسئله به خود مردم مربوط و متعلق به ملت است.

### عملکرد صدا و سیما
به گفتهٔ اصلاح طلبان، سازمان صدا و سیما ضمن پوشش خبری گستردهٔ سفرهای استانی احمدی‌نژاد، اخبار مربوط به سایر نامزدها را به صورت ناقص یا دستکاری شده پخش می‌کند.

به نوشتهٔ یکی از رسانه‌های منتقد دولت:
صداوسیما در حمایت از محمود احمدی‌نژاد تا آنجا پیش رفته‌است که حتی زندگینامهٔ پیامبران در چند هزار سال پیش را هم به نفع محمود احمدی‌نژاد تغییر می‌دهد و با صرف حداقل ۲۰ میلیارد تومان داستان احمدی‌نژاد را به نام یوزارسیف به روی آنتن می‌برد.
اغلب نامزدها معتقدند که سازمان صدا و سیما که در انتخابات‌های گذشته از چند ماه قبل به پخش برنامه‌های ویژه می‌پرداخت ولی در این انتخابات با کاستن از مدت زمان پخش برنامه‌های انتخاباتی، عملاً به احمدی‌نژاد کمک می‌کند.
عملکرد سازمان صداو سیما در ادامه نیز انتقادات فراوانی را سبب شد، تا جایی که که مهدی کروبی در سومین نامهٔ خود به ضرغامی خواستار تجدید نظر در برنامه‌های انتخاباتی این رسانه شد.

#### شایعه‌سازی صدا و سیما علیه موسوی و اعتراض مراجع و علما و طلاب قم
خبرگزاری ایرنا و سپس سازمان صدا و سیما ادعا کردند: آقایان نوری همدانی، صافی گلپایگانی، موسوی اردبیلی و جوادی آملی نسبت به پخش تصاویر دیدار میرحسین موسوی با مراجع انتقاد کرده‌اند. اما دفاتر این مراجع، ادعای اعتراض به فیلم موسوی را شدیداً تکذیب کردند. موسوی اردبیلی خواستار پخش تکذیبیهٔ خود در صدا و سیما شد. دفتر صافی گلپایگانی نیز با صدور اطلاعیه‌ای اقدام خبرگزاری دولت و بخش خبری ۲۰:۳۰ را دروغ پردازی و جعل اخبار مرجعیت شیعه عنوان کرد و ضمن ابراز تاسف عمیق از این گونه اقدامات ضداخلاقی در رسانه‌های اثرگذار کشور، آن را باعث ایجاد فضای بی‌اعتمادی و سوء ظن در میان مردم دانست و اعلام داشت: «اقدامات معدود جاهلانی که برای رسیدن به مقاصد سیاسی خود حتی از خبرسازی و دروغ پردازی پیرامون مرجعیت ابایی ندارند موجب ایجاد التهاب در جامعه است.» دفتر جوادی آملی نیز با صدور اطلاعیه‌ای اخبار مطرح شده مبنی بر اعتراض این مرجع تقلید نسبت به پخش مستند انتخاباتی میرحسن موسوی را تکذیب کرد و در این اطلاعیه عنوان داشت: «آنچه اخیراً درخصوص واکنش این دفتر نسبت به فیلم پخش شده در خبرگزاری‌ها آمده صحیح نیست و این دفتر مراکز مزبور و همگان را دعوت می‌نماید، نسبت به مواضع او به سایت رسمی دفتر وی مراجعه کنند.»

### سفر سید علی خامنه‌ای به کردستان و دفاع ضمنی از دولت
سید علی خامنه‌ای در سفر خود به استان کردستان گفت: وضع کشور را از دیگران بهتر می‌داند و معتقد است که وضعیت خوب است و نامزدها از روی صدق صحبت نمی‌کنند. خامنه‌ای همواره در سال‌های گذشته حامی جدی احمدی‌نژاد بوده‌است. تا جاییکه برخی این‌گونه اظهارات وی را موافقت با تداوم ریاست جمهوری احمدی‌نژاد می‌دانند.
من اوضاع کشور را از همهٔ آقایان بهتر خبر دارم، می‌دانم که بسیاری از این مطالبی که به عنوان انتقاد در مورد وضع کشور و وضع اقتصاد می‌گویند، خلاف واقع است. اشتباه می‌کنند.
بنا بر ادعای سید علی خامنه‌ای، حمایت از دولت‌های وقت همواره از سوی وی صورت گرفته‌است و در زمان دولت سید محمد خاتمی نیز دفاع از شخص خاتمی و دولت او را «وظیفهٔ» خود توصیف کرد. وی همچنین گفت: از دولت‌هایی که بیشتر مورد تهاجم قرار گرفته‌اند بیشتر دفاع می‌کند. دولت نهم به خاطر ویژگی‌های خاص خود هم از جانب داخل و هم خارج مورد انتقاد و حمله قرار گرفت. به ویژه در عرصهٔ خارجی، پروندهٔ هسته‌ای و مسئلهٔ هولوکاست زمینهٔ زیادی را برای انتقاد از دولت فراهم ساخت و بنابراین دفاع رهبر از دولت نهم غیرقابل انکار به نظر می‌رسد.
در ۳۰ مهر ۱۳۸۹ محمدتقی رهبر در مصاحبه‌ای گفت: «در روزهای پیش از انتخابات دهم، هم چهره‌های اصول‌گرا و حتی نماینده‌های ولی‌فقیه و ائمه‌جمعه در شهرهای مختلف به حمایت از احمدی‌نژاد پرداختند.» رسانه‌ها این اظهارات را حاکی از دخالت سید علی خامنه‌ای و مجموعه تحت نظر او در انتخابات دانستند.

### شائبهٔ حمایت نمایندهٔ رهبری در سپاه از احمدی‌نژاد
رسانه‌های مخالف احمدی‌نژاد، با اشاره به سخنرانی حجت‌الاسلام علی سعیدی نماینده ولی فقیه در سپاه ادعا کردند که علی سعیدی به‌طور ضمنی از احمدی‌نژاد حمایت کرده‌است. سپس کپی متنی منسوب به سعیدی منتشر شد که در آن، علی سعیدی نظر رهبر را رأی به احمدی‌نژاد دانسته‌بود.
پس از این رویداد، روابط عمومی سپاه نامهٔ منسوب به علی سعیدی را تکذیب کرد و اعلام کرد که آن نامه، جعلی و ساختگی بوده و نام افراد و تاریخ‌های درج شده در آن نیز غلط است.

### توصیهٔ رهبری به رعایت حقوق نامزدها
سید علی خامنه‌ای با تأکید بر مراقبت کامل برای جلوگیری از بروز دشمنی و کینه، در اعتراضی ضمنی به احمدی‌نژاد چنین گفت:
صحیح و مورد پسند نیست که یک نامزد در سخنرانی در جمع مردم یا نطقهای تلویزیونی، برای اثبات خود، به نفی نامزد دیگر متوسل شود. بنده با مناظره و گفتگو و انتقاد مخالفتی ندارم ولی همه سعی کنند که در چارچوبهای درست شرعی و دینی انجام شود، مردم بیدارند، می‌فهمند و می‌دانند.
وی در ادامه با بیان اینکه اختلاف نظر در مسائل گوناگون طبیعی است گفت: نامزدها و هوادارانشان در سخنرانی‌ها و اجتماعات به گونه‌ای عمل کنند که کارها با برادری و مهربانی و بدون اشکال پیش برود.

### رد صلاحیت توسط شورای نگهبان
شورای نگهبان در جریان نظارت استصوابی بر این انتخابات از میان ۴۷۵ داوطلب ثبت نام کرده، تمام داوطلبان را بجز چهار تن، بدون ارائهٔ دلیل خاصی رد صلاحیت کرد. در فهرست رد صلاحیت شدگان سرشناس، سه تن از نمایندگان سابق مجلس، به نام‌های رفعت بیات، اکبر اعلمی و قاسم شعله‌سعدی وجود داشتند. رئیس ستاد انتخاباتی اکبر اعلمی علت رد صلاحیت وی را مطرح کردن طرح عدم کفایت سیاسی احمدی‌نژاد در مجلس هفتم دانست. قاسم شعله سعدی نیز علت رد صلاحیت خود را نگارش یک نامه انتقادی در هفت سال پیش خطاب به سید علی خامنه‌ای عنوان کرد.
شورای نگهبان در این دوره از انتخابات ریاست جمهوری، زنان را هم دارای صلاحیت نامزدی ریاست‌جمهوری دانست. در حالی‌که در انتخابات‌های قبلی، زنان را فاقد صلاحیت می‌دانست. علت تغییر تفسیر شورای نگهبان از قانون اساسی هنوز مشخص نشده‌است.
همچنین در جریان بررسی صلاحیت نامزدها در شورای نگهبان، دو تن از فقها (احمد جنتی و محمد یزدی) مخالف تأیید صلاحیت میرحسین موسوی بودند، اما وی با رأی موافق سایر اعضا تأیید صلاحیت شد.

## تبلیغات در صدا و سیما
با اعلام رسمی کاندیداهای حائز شرایط، زمان رسمی تبلیغات برای انتخابات آغاز گردید که تا ساعت ۸ صبح ۲۱ خرداد، یعنی دقیقاً ۲۴ ساعت قبل از انتخابات ادامه داشت.
تلویزیون
نامزدها اجازه داشتند در برنامه‌های مختلف به پخش فیلم‌های تبلیغاتی از پیش ضبط شده خود بپردازند. همچنین در روزها ۱۲ تا ۱۷ خرداد مناظره‌هایی به شکل مستقیم و به صورت دو به دو بین نامزدها برگزار شد.
این در حالی است که زمان برنامه‌های تلویزیونی کاندیداها نسبت به دوره‌های قبل شاهد افزایش شدیدی بوده‌است.
مناظرات تلویزیونی
زمان تمامی این مناظرات ۹۰ دقیقه از ساعت ۲۲:۳۰ الی ۲۴ از شبکهٔ سهٔ سیما بود.
- ۱۲ خرداد: کروبی - رضایی
- ۱۳ خرداد: احمدی‌نژاد - موسوی
- ۱۴ خرداد: رضایی - موسوی
- ۱۶ خرداد: احمدی‌نژاد - کروبی
- ۱۷ خرداد: کروبی - موسوی
- ۱۸ خرداد: احمدی‌نژاد - رضایی

گفتگوی ویژهٔ خبری
این برنامه به مدت ۴۵ دقیقه در ساعت ۲۲:۴۵ از شبکهٔ دو سیما به‌طور مستقیم پخش شد.
- ۷ خرداد: کروبی
- ۱۱ خرداد: رضایی
- ۱۵ خرداد: احمدی‌نژاد
- ۱۹ خرداد: موسوی

و …
رادیو
هر یک از نامزدهای انتخاباتی در نوبت‌های مختلف امکان ارسال پیام‌های دو دقیقه‌ای با صدای خودشان را در رادیو پیام داشتند.

## آمار و ارقام
براساس آمار اعلام شده توسط مرکز آمار ایران، تعداد واجدین شرایط رأی دادن، در این انتخابات، ۴۶ میلیون و ۲۰۰ هزار نفر است.

### رای‌گیری و نتایج
نوشتار اصلی: احتمال تقلب در انتخابات ریاست جمهوری ایران (۱۳۸۸)

مقایسهٔ نتایج محمود احمدی‌نژاد و میرحسین موسوی بر اساس درصد آرای کسب‌شده در مراکز رای‌گیری داخل کشور

مقایسهٔ نتایج مهدی کروبی و محسن رضایی بر اساس درصد آرای کسب‌شده در مراکز رای‌گیری داخل کشور

رای‌گیری این انتخابات در ۲۲ خردادماه ساعت ۸ صبح شروع شد و تا ساعت ۲۲ ادامه یافت. نحوه رای‌گیری و نتایج اعلام شده با اعتراض رضایی، کروبی و موسوی مواجه شد. مهدی کروبی و میرحسین موسوی و احزاب مطبوعشان این انتخابات را مهندسی شده و کودتا نامیدند.
نتیجه شمارش آرا بنا به آمار رسمی دولت به شرح زیر است:
|                              | اصولگرا، آبادگران        | محمود احمدی‌نژاد | ۲۴٬۵۲۷٬۵۱۶ | ۶۲٫۶۳ |
|                              | اصلاح‌طلب، مستقل          | میرحسین موسوی   | ۱۳٬۲۱۶٬۴۱۱ | ۳۳٫۷۵ |
|                              | اصولگرا، مستقل           | محسن رضایی      | ۶۷۸٬۲۴۰    | ۱٫۷۳  |
|                              | اصلاح‌طلب، حزب اعتماد ملی | مهدی کروبی      | ۳۳۳٬۶۳۵    | ۰٫۸۵  |
| آرای باطل                    | آرای باطل                | آرای باطل       | ۴۰۹٬۳۸۹    | ۱٫۰۵  |
| آرای صحیح                    | آرای صحیح                | آرای صحیح       | ۳۸٫۷۵۵٫۸۰۲ | ۹۸٫۹۵ |
| مجموع                        | مجموع                    | مجموع           | ۳۹٫۱۶۵٫۱۹۱ | ۱۰۰   |
| منبع: وبگاه وزرات کشور ایران |                          |                 |            |       |

## اعتراضات به نتایج
بحث در مورد وقوع یا عدم وقوع تخلف در انتخابات دهم، در مقاله احتمال تقلب در انتخابات ریاست جمهوری ایران (۱۳۸۸) آمده‌است. 
- به گزارش بی.بی.سی. مهدی مقیمی، سخنگوی ستاد تبلیغات انتخاباتی محسن رضایی، گفته‌است که ستاد محسن رضایی، نسبت به عدم اعلام جزءبه‌جزء آراء، در حوزه‌های انتخابیه مختلف، اعتراض دارد.[۱۸۴] یک روز پس از اعلام نتایج انتخابات دهم، محسن رضایی، در نامه‌ای به وزارت کشور ایران، خواستار انتشار نتایج شمارش آراء، به تفکیک، در شعب اخذ رأی و حوزه‌های انتخابیه شد.[۱۸۵]
- مهدی کروبی، نتایج اعلام شده انتخابات دهم را «مضحک و شگفت» توصیف کرد. وی، شیوه رای‌گیری و شمارش آراء را به شمارش آرای حسن مدرس تشبیه کرد که «حتی از شمارش رایی که آن مرحوم به خویش داده بود، دریغ کردند» و گفت که وضعیت موجود، «در بیان و بیانیه نمی‌آید و باید فکری دیگری کرد.»[۱۸۶]

### نامه میرحسین موسوی به سید علی خامنه‌ای
- میرحسین موسوی در نامه‌ای به سید علی خامنه‌ای، نسبت به روند برگزاری انتخابات دهم و شیوه اعلام نتایج و شمارش آرا، اعتراض کرد.[۱۸۴] موسوی طی نامه‌ای که خطاب به ملت ایران نوشته شده بود، نتایج انتخابات را «شعبده بازی دست‌اندرکاران انتخابات و صدا و سیما» دانست[۱۸۶] با وجودی که میر حسین موسوی در نامه خود از مردم خواسته بود از اقدامات کور جلوگیری کنند، در جاهای مختلفی از شهر تهران طرفداران میرحسین موسوی به مخالفت‌هایی پرداختند.[۱۸۷][۱۸۸]

در بخشی از این نامه آمده‌است :
شواهدی از مداخله تعدادی از فرماندهان و مسئولان سپاه و بسیج در انتخابات واصل گردیده‌است و به نظر می‌رسد این عمل در صورت صحت خبر علاوه بر نقض قوانین، شکاف بین فرماندهان و مسئولان رسمی و بدنه سالم و صادق نیروهای بسیج و سپاه را دامن می‌زند. از آنجا که دامنه اقدامات غیرقانونی فوق مشخص نیست و بخشی از اعضای شعب اخذ رای و ناظران از حامیان نامزد خاص آنان انتخاب شده‌اند احتمال تصرف در آراء مردم اذهان را می‌آزارد.

### تظاهرات در برخی شهرهای ایران
در پی اعلام نتایج آراء، شهرهای مختلف ایران، از جمله تهران، مشهد، اصفهان، و شیراز شاهد اعتراضات مردمی و درگیری با مأموران بود. ستاد تبلیغات انتخاباتی مرکزی میرحسین موسوی با حملهٔ گسترده نیروهای انتظامی و استفاده از گاز اشک‌آور پلمپ شد. تلفن همراه و پیامک، در تهران قطع و بسیاری از منابع خبری فیلتر شدند.
سه سال بعد سرلشکر محمدعلی جعفری، فرمانده سپاه پاسداران انقلاب اسلامی، در روز ۹ دی ۱۳۹۱ (۲۹ دسامبر ۲۰۱۲) گفت که:
اعتراضات پس از انتخابات ریاست‌جمهوری سال ۱۳۸۸ در ایران، صحنه تقابل «انقلابیون و ضدانقلابیون» بوده و «خطر آن از خطر جنگ ۸ ساله (جنگ ایران و عراق) برای انقلاب و اسلام بسیار بیشتر بود.»

### سرکوب معترضان با فرمان سید علی خامنه‌ای
در ۲۹ خرداد ۱۳۸۸، چند روز پس از آغاز اعتراضات به نتایج انتخابات ریاست جمهوری سال ۸۸، سیدعلی خامنه‌ای در نماز جمعه تهران احتمال تقلب در انتخابات را رد کرد و گفت: «اگر نخبگان سیاسی بخواهند قانون را زیر پا بگذارند، یا برای اصلاح ابرو، چشم را کور کنند، چه بخواهند و چه نخواهند مسئول خون‌ها و خشونت‌ها و هرج و مرج‌ها، آنهایند».
ساعاتی پس از این اظهارات علی خامنه‌ای، سازمان عفو بین‌الملل در اطلاعیه‌ای این سخنان را «چراغ سبز رهبر ایران برای سرکوب معترضان» دانست.

## مراسم تنفیذ و تحلیف
مراسم تنفیذ احمدی‌نژاد با ۲ ساعت تأخیر و با غیبت برخی از مسوولان عالی‌رتبه فعلی و پیشین نظام برگزار شد. این مراسم بدون پوشش مستقیم از سوی رسانه ملی ایران برگزار شد.
اکبر هاشمی رفسنجانی رئیس مجمع تشخیص مصلحت نظام و رئیس مجلس خبرگان رهبری و رئیس‌جمهور هشت سالهٔ ایران و رئیس مجلس هشت سالهٔ ایران، سید حسن خمینی نوهٔ سید روح‌الله خمینی، سید محمد خاتمی رئیس‌جمهور هشت سالهٔ ایران، ناطق نوری رئیس مجلس هشت سالهٔ ایران، میرحسین موسوی نخست‌وزیر هشت سالهٔ ایران، و مهدی کروبی رئیس مجلس ایران برای هشت سال، از جمله غایبان این مراسم بودند.
بسیاری از سفرای خارجی دعوت‌شده یا حاضر نشدند یا مسئولان رده‌پایین سفارت چون دبیر سوم را به مراسم تحلیف فرستادند؛ ولی سفرای بریتانیا و سوئد (رئیس دوره‌ای اتحادیه اروپا) در این مراسم شرکت داشتند. علی‌رغم اعلام علی لاریجانی مبنی بر حضور ورزشکاران و هنرمندان، چهرهٔ خاصی از این قشر دیده نشد. اکثریت نمایندگان عضو فراکسیون خط امام مجلس از غایبان جلسه بودند.

## مقایسه نامزدها
این مقاله به همسنجی نامزدها در انتخابات ریاست جمهوری ایران (۱۳۸۸) می‌پردازد.

### نامزدها
| نامزد           | حزب                            | معاون اول           | وبگاه                                                                     |  |
| --------------- | ------------------------------ | ------------------- | ------------------------------------------------------------------------- |  |
| محمود احمدی‌نژاد | جبهه متحد اصولگرایان           | اسفندیار رحیم مشایی | http://www.ahmadinejad.ir بایگانی‌شده در ۳ اکتبر ۲۰۰۷ توسط Wayback Machine |  |
| محسن رضایی      | حزب عدالت و توسعه              | صادق طباطبایی       | http://www.rezaee.ir بایگانی‌شده در ۲ مارس ۲۰۲۰ توسط Wayback Machine       |  |
| مهدی کروبی      | حزب اعتماد ملی                 | غلامحسین کرباسچی    | http://www.karroubi.ir بایگانی‌شده در ۴ آوریل ۲۰۰۹ توسط Wayback Machine    |  |
| میرحسین موسوی   | ائتلاف اصلاح‌طلبان ایران {منبع} | -                   | http://www.mirhussein.com بایگانی‌شده در ۲۹ مه ۲۰۰۹ توسط Wayback Machine   |  |

### اطلاعات زندگینامه
| ×                  | محمود احمدی‌نژاد   | محسن رضایی               | مهدی کروبی                           | میرحسین موسوی     |
| ------------------ | ----------------- | ------------------------ | ------------------------------------ | ----------------- |
| جنسیت              | مرد               | مرد                      | مرد                                  | مرد               |
| سن                 | ۵۲                | ۵۵                       | ۷۲                                   | ۶۷                |
| حزب                | جمعیت ایثارگران   |                          | اعتماد ملی                           |                   |
| حرفه               | ۴                 | ۸                        | ۱۲                                   |                   |
| تحصیلات            | دکترای ترافیک     | دکترای اقتصاد            | لیسانس فقه و مبانی حقوق، درجه اجتهاد | فوق لیسانس معماری |
| مهم‌ترین سمت        | رئیس‌جمهور ایران   | فرمانده کل سپاه پاسداران | رئیس مجلس شورای اسلامی               | نخست وزیر ایران   |
| دیگر تجربیات سیاسی | ۵                 | ۱۰                       | ۱۵                                   | ۱۰                |
| سابقه تدریس        | ۵                 | ۱۰                       | ۱۵                                   | ۲۰                |
| همسر               | اعظم‌السادات فراحی | معصومه خدنگ              | فاطمه کروبی                          | زهرا رهنورد       |

### زنان
| محمود احمدی‌نژاد                                           | محسن رضایی | مهدی کروبی | میرحسین موسوی        |
| --------------------------------------------------------- | --- | --- | -------------------- |
| حداقل سه زن را در کابینه ام عهده‌دار مسئولیت‌های مهم می‌کنم. | من در دولت خود نه تنها پست کلیدی به زنان کشور خواهم داد بلکه در اداره امور کشور، از زنان توانمند در تمامی مشاغل و مدیریت آن مراکز استفاده خواهم کرد. اگر بیمه بیکاری مهم است، بیمه زنان خانه‌دار مهم‌تر است. به لحاظ اقتصادی سهم کار زنان خانه‌دار در تولید ناخالص ملی، چشمگیر و قابل محاسبه‌است. از این رو شغل خانه‌داری را تصویب و «حقوق خانه‌داری» به زنان خانه‌دار پرداخت خواهد شد که در برنامه اعلام خواهم کرد. رضایی در نظر دارد وزارتی برای زنان داشته باشد و تأکید بر این دارد که یک پست کلیدی مثل وزارت خارجه در دست زنان باشد و همچنین ایجاد وزارت امور اجتماعی با تکیه بر امور زنان و خانواده مورد نظر وی است. | وزیر و معاون زن انتخاب خواهم کرد او در بیانیه‌های انتخاباتی که منتشر کرده، اعلام کرده که خود را به پاسداری از حقوق شهروندی، حقوق زنان متعهد می‌داند. | زنان باید وزیر شوند. |

### زندانیان سیاسی
| محمود احمدی‌نژاد     | محسن رضایی                            | مهدی کروبی | میرحسین موسوی                                               |
| ------------------- | ------------------------------------- | --- | ----------------------------------------------------------- |
| زندانی سیاسی نداریم | اجازه نمی‌دهم زندانی سیاسی داشته باشیم | با وجود تفکیک قوا و استقلال قوه قضائیه از قوه مجریه، در هر مقامی که بوده‌ام از توان و نفوذ خود در جهت رفع مشکل آزادی زندانیان سیاسی استفاده کرده‌ام | مگر من زندانبان هستم که دربارهٔ زندانیان سیاسی از من می‌پرسید |

### کارگران
| محمود احمدی‌نژاد  | محسن رضایی | مهدی کروبی | میرحسین موسوی                                                 |
| ---------------- | ---------- | ---------- | ------------------------------------------------------------- |
| سندیکا دیگر چیست |            |            | اهمیت تشکل‌های کارگری و حفظ این تشکل‌ها را مورد تأکید قرار داد. |

### حقوق اقوام و اقلیت‌ها
- مهدی کروبی:او در بیانیه‌های انتخاباتی که منتشر کرده، اعلام کرده که خود را به پاسداری از حقوق اقوام متعهد می‌داند.[۱۹۹]

### معلمان
- میرحسین موسوی: معلم باید نقش واقعی خود را پیدا کند. از نظر بودجه‌ای باید شرایطش تغییر کند. امروز بودجه‌ای که برای معلمان اختصاص داده شده در قیاس با کشورهای در حال توسعه بسیار پایین است. این نگاه باید عوض شود و این امر در اولویت قرار گیرد. در شرایط حاکمیت نگاه ملی می‌توانیم امیدوار باشیم که وقتی درخواست‌های صنفی آموزش و پرورش مطرح می‌شود با آنان برخوردی صورت نگیرد.

وی همچنین دربارهٔ تشکیل نظام معلمان که از سوی برخی از تشکل‌های معلمان مطرح شد، آن را برای معلمان مهم دانست و گفت: «با تشکیل نظام معلمان آنها می‌توانند نقش بزرگی در حل مشکلات خودشان داشته باشند و این موضوعی است که فوری مِی‌توان به آن پرداخت.»
میرحسین موسوی همچنین بر ایجاد ارتباط نزدیک بین آموزش و پرورش و تشکل‌ها تأکید کرد و گفت: «باید راه حل‌هایی برای افزایش نقش آموزش و پرورش در مدیریت مدارس پیش‌بینی شود. همچنین معوقه‌های معلمان باید از راه قانونی حل شود.»

### دانشجویان و جوانان
| محمود احمدی‌نژاد | محسن رضایی | مهدی کروبی | میرحسین موسوی                   |
| --------------- | ---------- | ---------- | ------------------------------- |
|                 |            |            | دانشجوی منتقد نباید زندانی شود. |

### ولی فقیه
| محمود احمدی‌نژاد             | محسن رضایی | مهدی کروبی                          | میرحسین موسوی                                               |
| --------------------------- | --- | ----------------------------------- | ----------------------------------------------------------- |
| حکم ولی فقیه برایم حجت است. | ساختار نظام جمهوری اسلامی که با حضور ولی فقیه در رأس آن یک وحدت در عین کثرت و انسجام در عین تنوع و تکثر را تداعی می‌کند، نیازمند جاری شدن این روح در کل بدنه مدنی و اجتماعی آن است. | خط قرمز من پیروی از ولایت فقیه است. | ولایت فقیه، ما را در مقابل کودتا و خودمختاری‌ها حفظ کرده‌است. |

### حکم حکومتی
- مهدی کروبی: با حکم حکومتی نمی‌توان کشور را اداره کرد.[۲۱۲][۲۱۳][۲۱۴]

### روابط بین‌الملل
اسرائیل
| محمود احمدی‌نژاد                               | محسن رضایی                                | مهدی کروبی                        | میرحسین موسوی      |
| --------------------------------------------- | ----------------------------------------- | --------------------------------- | ------------------ |
| اسرائیل به زودی از صحنه جغرافیا محو خواهد شد. | اگر من رئیس‌جمهور شوم اسرائیل حمله نمی‌کند. | احمدی‌نژاد را خادم اسراییل می‌داند. | اسرائیل دوست نیست. |

ایران‌زمین
| محمود احمدی‌نژاد | محسن رضایی | مهدی کروبی | میرحسین موسوی |
| --------------- | ---------- | ---------- | --- |
|                 |            |            | نفوذ و آشنایی با کشورهایی مانند افغانستان و پاکستان و عراق را از جمله فرصت‌های موجود در عرصه سیاست خارجی می‌داند. بعد از فروپاشی شوروی، فضای بسیار وسیعی در برخی کشورهای استقلال‌یافته آن منطقه برای ما باز شد زیرا هم از قدیم ارتباطاتی داشته‌ایم و هم زبان‌های مشترکی با کشورهایی نظیر آذربایجان، تاجیکستان و ترکمنستان داشته‌ایم اما در حالی که کشورهای دیگر ارتباطات گسترده‌ای با آن‌ها دارند، ما هنوز نتوانسته‌ایم به نوع ارتباط خودمان با این کشورها سامان بدهیم. می‌توان تمدن ایرانی را زنده کرد و حوزه تمدنی ایران در قالب کشورهای مستقل اما پیوسته با هم احیا شوند. غفلت از بخش‌های وسیع منطقه از جمله آسیای مرکزی، قفقاز و گرجستان و… را به عنوان حیاط خلوت ایران، نمونه‌ای از بی‌توجهی به هویت ملی از سوی مسوولان خواند. |

### حجاب اجباری و گشت ارشاد
| محمود احمدی‌نژاد            | محسن رضایی                                | مهدی کروبی                                           | میرحسین موسوی                             |
| -------------------------- | ----------------------------------------- | ---------------------------------------------------- | ----------------------------------------- |
| به گشت‌های ارشاد معترض است. | گشت ارشاد باید برای اشرار باشد نه جوانان. | اکثریت زنان ایرانی با قانون حجاب اجباری موافق هستند. | در صورت پیروزی گشت‌های ارشاد را جمع می‌کنم. |

### آزادی و حقوق بشر
| محمود احمدی‌نژاد | محسن رضایی | مهدی کروبی | میرحسین موسوی |
| --------------- | ---------- | --- | --- |
| ندارد           | ندارد      | معاونت حقوق بشر ریاست جمهوری تشکیل خواهد داد. وی با انتشار بیانیه حقوق شهروندی به دفاع از حقوق شهروندان ایرانی و احیای این حقوق فراموش شده تأکید و اعلام کرد: «احیای حاکمیت قانون و حقوق شهروندی گام اول در تحقق شعارهای من است.» | حقِ «حیات»، «آزادی»، «مالکیت»، «امنیت»، «حقِ پیجویی رشد و سعادت» و «حقِ ایستادگی در برابر ستم»، حقوق طبیعی و سلب ناشدنی افراداند. حقوق بشر در ایران مضمون تازه‌ای نیست، اولین اعلامیهٔ حقوق بشر را به کورش پادشاه نامدار ایرانی نسبت می‌دهند. |

آزادی مطبوعات
- میرحسین موسوی: آزادی مطبوعات عین منافع ملی است.[۲۲۸]

رادیو و تلویزیون خصوصی
| محمود احمدی‌نژاد | محسن رضایی | مهدی کروبی | میرحسین موسوی                  |
| --------------- | --- | ---------- | ------------------------------ |
| -               | با تلویزیون خصوصی موافقم چون مثل مطبوعات قابل کنترل است و در صورت انتخاب با تشکیل کمیسیونی که یکی از اعضای آن صدا و سیماست بر کار آن‌ها نظارت می‌کنیم. | -          | از تلویزیون خصوصی حمایت می‌کند. |

دگراندیشان
| محمود احمدی‌نژاد | محسن رضایی    | مهدی کروبی    | میرحسین موسوی |
| --------------- | ------------- | ------------- | ------------- |
| row 1, cell 1   | row 1, cell 2 | row 1, cell 3 | row 1, cell 4 |

اعدامهای سال ۱۳۶۷

### قانون اساسی
- مهدی کروبی: خواستار تغییر قانون اساسی ایران است.[۲۳۱]

### نظارت استصوابی
| محمود احمدی‌نژاد | محسن رضایی    | مهدی کروبی    | میرحسین موسوی |
| --------------- | ------------- | ------------- | ------------- |
| row 1, cell 1   | row 1, cell 2 | row 1, cell 3 | row 1, cell 4 |

### نیروی مقاومت بسیج
- میرحسین موسوی: افتخار می‌کنم که خود را به معنای واقعی کلمه بسیجی بدانم. روایتی داریم مبنی بر این که انسان با هر کس که دوست دارد محشور می‌شود و من دوست دارم با بسیجیان محشور شوم.[۲۳۲]